# Ishaq Abdulrazak
Ishaq Abdulrazak, né le 5 mai 2002 au Nigeria, est un footballeur nigérian qui joue au poste de milieu de terrain à l'IFK Värnamo, en prêt du RSC Anderlecht.

## Biographie

### En club

#### IFK Norrköping
Originaire du Nigeria, Ishaq Abdulrazak commence sa carrière professionnelle en Suède, à l'IFK Norrköping, qu'il rejoint en mai 2020 en provenance de l'Unity Academy. Le joueur avait été repéré deux ans auparavant par le club suédois alors qu'il était âgé de 16 ans. Il joue son premier match en professionnel le 14 juin 2020 lors d'une rencontre de championnat face à au Kalmar FF. Il entre en jeu à la place de Sead Hakšabanović et son équipe s'impose par deux buts à un.

#### RSC Anderlecht
Le 20 juin 2022, Ishaq Abdulrazak s'engage en faveur du RSC Anderlecht. L'ailier nigérian signe un contrat de quatre ans,.
Lors de la deuxième journée de championnat, il prend une carte rouge pour un coup de coude volontaire, et ce avant la trentième minute de jeu.
Le Nigérian est ensuite relégué dans l'équipe U23 où il marque un doublé contre Lommel lors de la 21e journée.

##### Prêt au BK Häcken
Très peu utilisé à Anderlecht, Ishaq Abdulrazak retourne en Suède le 5 août 2023. Il s'engage en faveur du BK Häcken sous la forme d'un prêt valable jusqu'en juin 2024,.
Abdulrazak marque son premier but pour le BK Häcken le 17 février 2024, à l'occasion d'un match de coupe de Suède face à l'Östersunds FK. Entré en jeu à la place de Simon Sandberg, il participe à la victoire de son équipe par deux buts à zéro.

##### Prêt a l'Odds BK
Le 12 septembre 2024, Abdulrazak rejoint le club norvégien de l'Odds BK sous la forme d'un prêt jusqu'à la fin de l'année.

##### Prêt a l'IFK Värnamo
À peine rentré de son prêt en Norvège où il n'a pas glané le temps de jeu espéré, Ishaq Abdulrazak enchaîne un troisième prêt à l'IFK Värnamo en Suède.

## Statistiques

### Championnat.
| Saisons     | Equipes           | Compétitions          | J. | B. | p.d. | CJ. | CR. |
| ----------- | ----------------- | --------------------- | -- | -- | ---- | --- | --- |
| 2020        | Norrkoping        | Allsvenskan           | 14 | 2  | 1    | 1   | 0   |
| 2021        | Norrkoping        | Allsvenskan           | 30 | 0  | 5    | 2   | 0   |
| 2022        | Norrkoping        | Allsvenskan           | 10 | 0  | 1    | 3   | 0   |
| 2022 - 2023 | RSC Anderlecht    | Pro League            | 2  | 0  | 0    | 2   | 1   |
| 2022 - 2023 | RCA Futures (U23) | Challenger Pro League | 11 | 2  | 2    | 1   | 0   |
| Total.      | Total.            | Total.                | 67 | 4  | 9    | 9   | 1   |

### Coupes nationale.
| Saisons     | Equipes    | Compétitions   | J. | B. | p.d. | CJ. | CR. |
| ----------- | ---------- | -------------- | -- | -- | ---- | --- | --- |
| 2020 - 2021 | Norrkoping | Coupe de Suède | 4  | 0  | 0    | 0   | 0   |
| 2021 - 2022 | Norrkoping | Coupe de Suède | 4  | 0  | 0    | 0   | 0   |
| Total       | Total      | Total          | 8  | 0  | 0    | 0   | 0   |

### Coupes Internationales.
| Saisons     | Equipes       | Compétitions     | J. | B. | p.d. | CJ. | CR. |
| ----------- | ------------- | ---------------- | -- | -- | ---- | --- | --- |
| 2022 - 2023 | RSCAnderlecht | Conférence ligue | 1  | 0  | 0    | 0   | 0   |
| Total.      | Total.        | Total.           | 1  | 0  | 0    | 0   | 0   |

### Buts.[11]
| Buts de Ishaq Abdulrazak. | Buts de Ishaq Abdulrazak. | Buts de Ishaq Abdulrazak. | Buts de Ishaq Abdulrazak. | Buts de Ishaq Abdulrazak. | Buts de Ishaq Abdulrazak. | Buts de Ishaq Abdulrazak. |
| #                         | Date                      | Adversaire                | Résultat                  | Compétition               | Club                      | Details                   |
| ------------------------- | ------------------------- | ------------------------- | ------------------------- | ------------------------- | ------------------------- | ------------------------- |
| 1                         | 19 juillet 2020           | Sirius                    | D 4-2                     | Allsvenskan               | Norrkoping                | 84e                       |
| 2                         | 23 novembre 2020          | Falkensberg               | V 4-1                     | Allsvenskan               | Norrkoping                | 68e                       |